# Asarcenchelys longimanus
Asarcenchelys longimanus är en fiskart som beskrevs av Mccosker, 1985. Asarcenchelys longimanus ingår i släktet Asarcenchelys och familjen Ophichthidae. IUCN kategoriserar arten globalt som otillräckligt studerad. Inga underarter finns listade i Catalogue of Life.